# Frémestroff
Frémestroff – miejscowość i gmina we Francji, w regionie Grand Est, w departamencie Mozela.
Według danych na rok 1990 gminę zamieszkiwały 312 osoby, a gęstość zaludnienia wynosiła 57 osób/km² (wśród 2335 gmin Lotaryngii Frémestroff plasuje się na 738. miejscu pod względem liczby ludności, natomiast pod względem powierzchni na miejscu 968.).